# Club de supporteurs
 (novembre 2009).
Si vous disposez d'ouvrages ou d'articles de référence ou si vous connaissez des sites web de qualité traitant du thème abordé ici, merci de compléter l'article en donnant les références utiles à sa vérifiabilité et en les liant à la section « Notes et références ».

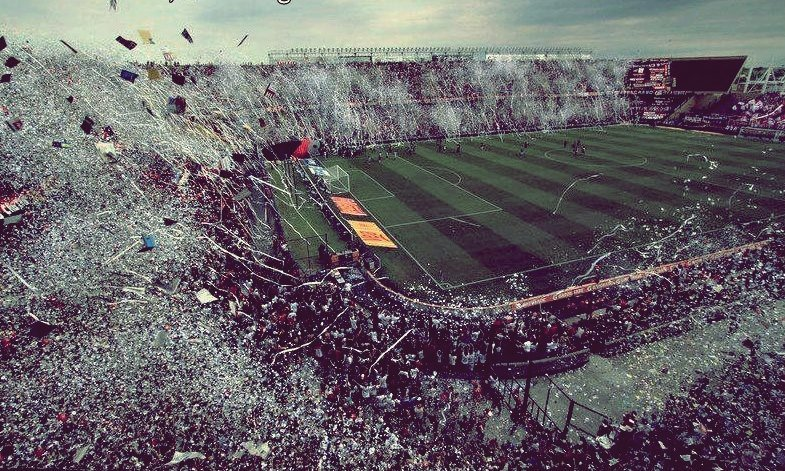
Dans le football, l'objectif fondamental des supporters est d'encourager leur équipe pendant le match.

Les clubs de supporteurs sont des associations qui se rassemblent lors de matchs (le plus généralement pour des sports d'équipe) dans le but de soutenir une équipe particulière. Ces clubs organisent des voyages à l'extérieur pour suivre l'équipe qu'ils supportent à chacun de ses déplacements, parfois même dans un autre pays.
Il existe deux grandes catégories de clubs de supporteurs : les associations classiques, souvent directement reliées au club, et les associations d'Ultras, qui voient le jour en Yougoslavie dès les années 1950, en Italie à partir des années 1960 et en France depuis 1984. Les premières associations classiques remontent elles au début du XXe siècle et parfois même à la fin du XIXe siècle.